# Pedruel
Pedruel ist ein Weiler der spanischen Gemeinde Bierge in der Provinz Huesca der Autonomen Gemeinschaft Aragonien. 

## Geographie
Pedruel befindet sich in der Sierra de Guara, etwa 55 Kilometer nordöstlich von Huesca und 15 Kilometer nördlich des Hauptortes der Gemeinde. Pedruel ist der einzige Ort im Valle de Rodellar. 
Der Ort am Fluss Alcanadre ist über die Straße HU 341 zu erreichen.

## Geschichte
Der Ort wurde im Jahr 1275 erstmals urkundlich erwähnt.

## Bevölkerungsentwicklung
Während im Jahr 2008 nur noch fünf Einwohner in Pedruel lebten, sind es seit 2010 acht Einwohner geworden. 

## Sehenswürdigkeiten

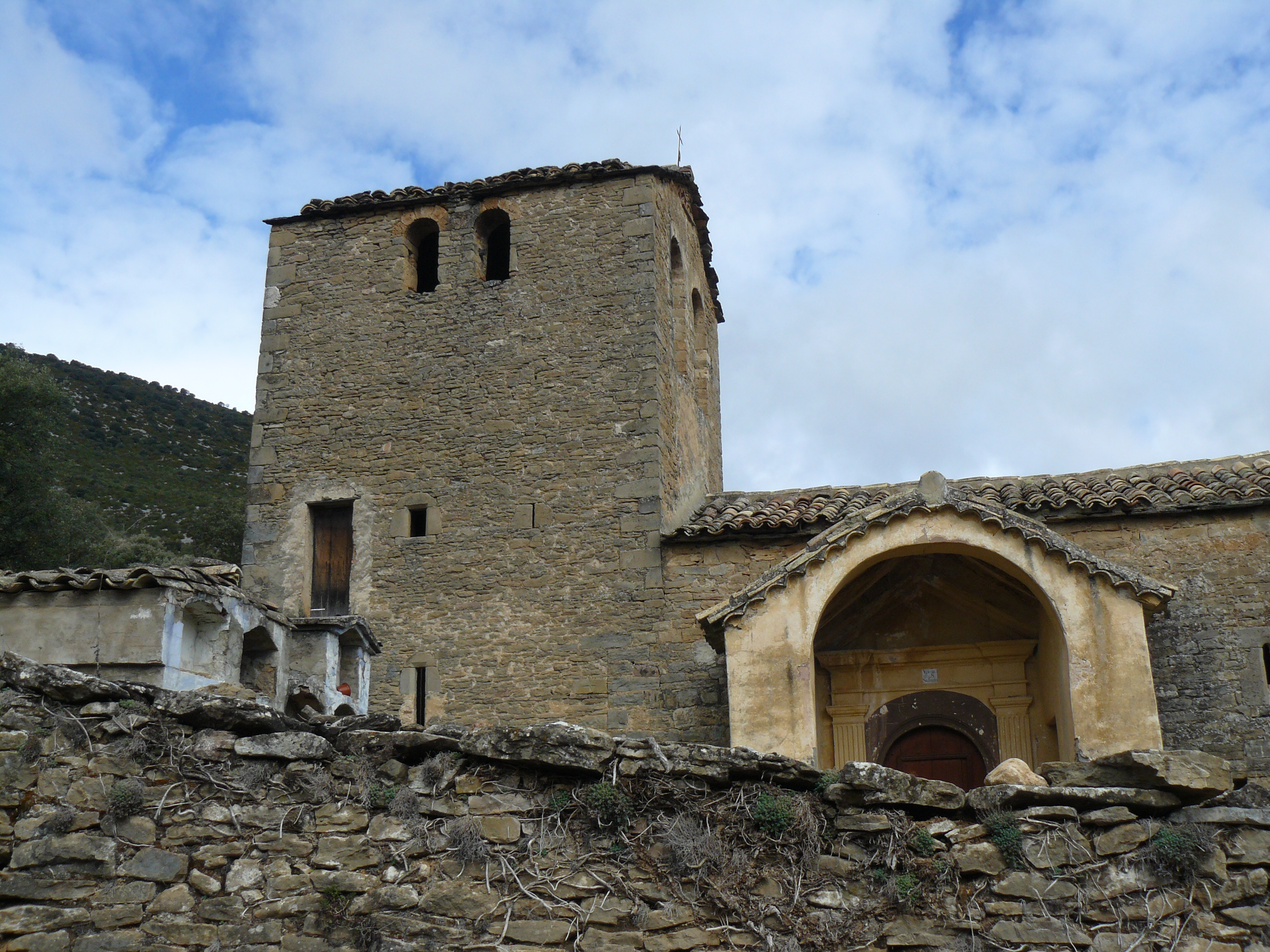
Kirche San Salvador

- Pfarrkirche San Salvador, erbaut im 16. Jahrhundert
- Romanische Brücke
- Ruinen des Castillo de Nava